# شبكة راديو النيل
شبكات راديو النيل أو شركة راديو النيل هي شركة مصرية أسسها اتحاد الإذاعة والتلفزيون المصري عام 2015 وتقوم ببث محطات إذاعية منوعة ترفيهية وغير ترفيهية، ماهر عبد العزيز رئيس مجلس إدارة الشركة، مقرها القاهرة 

## المحطات الاذاعية

### ميجا FM
انطلق يوم 24 يوليو 2010 البث التجريبى لـ إذاعة «ميجا إف إم» على تردد 92.7 ضمن باقة إذاعات شبكة راديو النيل التي كان يرأسها في ذلك الوقت الإذاعى طارق أبو السعود 

### نغم FM
نغم FM إذاعة مصرية متنوعة تخاطب وجدان المصريين بمختلف اعمارهم على تردد 105.3 

### شعبي FM
تتضمن محطة شعبى إف إم، فترة «احنا الفرح» التي تذاع كل يوم خميس من الساعة 3 إلى 4 عصرا، وتقدم مجموعة متنوعة من أغانى الأفراح، إضافة إلى فترة الدويتو وتحمل عنوان «ساعة × 2»، وتقدم مجموعة من الأغانى الكلاسيكية القديمة لمختلف المطربين، إضافة إلى فترة «ع التتر دور» 

### راديو هيتس
تهتم إذاعة «راديو هيتس» بمخاطبة الشباب من المراهقين وعرض الأغانى والمواد التي تناسب أعمارهم 